# Örsjön (Lidhults socken, Småland)
Örsjön är en sjö i Ljungby kommun i Småland och ingår i Lagans huvudavrinningsområde. Sjön är 3,2 meter djup, har en yta på 0,716 kvadratkilometer och befinner sig 157,1 meter över havet. Örsjön ligger i Årshultsmyren Natura 2000-område. Sjön avvattnas av vattendraget Lidhultsån. Vid provfiske har bland annat abborre, braxen, gädda och mört fångats i sjön.

## Delavrinningsområde
Örsjön ingår i det delavrinningsområde (629835-135409) som SMHI kallar för Utloppet av Örsjön. Medelhöjden är 171 meter över havet och ytan är 28,61 kvadratkilometer. Det finns inga avrinningsområden uppströms utan avrinningsområdet är högsta punkten. Lidhultsån som avvattnar avrinningsområdet har biflödesordning 3, vilket innebär att vattnet flödar genom totalt 3 vattendrag innan det når havet efter 151 kilometer. Avrinningsområdet består mestadels av skog (26 %) och sankmarker (57 %). Avrinningsområdet har 1,75 kvadratkilometer vattenytor vilket ger det en sjöprocent på 6,1 %.

## Fisk
Vid provfiske har följande fisk fångats i sjön:
- Abborre
- Braxen
- Gädda
- Mört
- Sarv